# 시모마쓰역
시모마쓰역(일본어: 下松駅, しもまつえき 시모마쓰에키[*])은 일본 오사카부 기시와다시에 위치한 서일본 여객철도의 역이다.

## 역 구조
상대식 승강장으로 2면 2선의 교상역이다. 개찰구는 1개소 뿐이다. 역 업무는 서일본 여객철도 교통 서비스에 위탁되어 있다.
이코카 및 제휴 교통카드의 사용이 가능하다.

### 승강장
| 1 | ■ 한와 선 | 구마토리 · 간사이 공항 · 와카야마 방면 |
| 2 | ■ 한와 선 | 오토리 · 덴노지 · 오사카 방면          |

## 역사
- 1984년 4월 1일: 일본국유철도 한와 선 구메다역 ~ 히가시키시와다역 간에 신설 개업하였다.
- 1987년 4월 1일: 민영화에 따라 서일본 여객철도의 소속이 되었다.
- 2003년 11월 1일: 이코카의 사용이 개시되었다.

## 인접정차역
| 서일본 여객철도 한와 선 | 서일본 여객철도 한와 선 | 서일본 여객철도 한와 선      |
| ----------------------- | ----------------------- | ---------------------------- |
| 구메다 덴노지 방면      | ■ 한와 선 보통          | 히가시키시와다 와카야마 방면 |